# Anse Royale

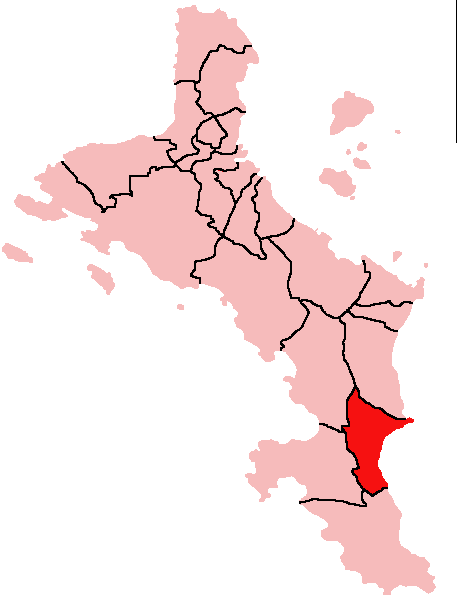
Distriktets läge.

Distriktet Anse Royale är ett av Seychellernas 26  distrikt.

## Geografi
Distriktet har en yta på cirka 6,0 km² med cirka 3 700 invånare. Befolkningstätheten är 617 invånare / km².
Anse Royale ligger i regionen Södra Mahé (South Mahé).

## Förvaltning
Distriktet förvaltas av en district administrator och ISO 3166-2koden är "SC-05". Huvudorten är Anse Royale.
Sedan 1994 lyder varje distrikt under "Local Government" som är en enhet av departementet Ministry of Local Government, Youth and Sport. Distriktens roll är att främja tillgång av offentliga tjänster på lokal nivå.
Distriktets valspråk är: "Zarden nou pase, sours nou lavenir".